# 斯蒂普·米欧奇
斯蒂普·米欧奇（英語：Stipe Miocic，1982年8月19日—），美国综合格斗运动员，隶属于终极格斗冠军赛（UFC）。2022年起，為了為家人謀取保險、退休和健保福利，他也成為全職消防兼醫護人員。
米欧奇于2010年开始其综合格斗生涯，次年加入UFC。2016年5月，他在UFC 198中击败重量级卫冕冠军法布里西奥·温盾，夺得UFC重量级冠军头衔。此后他又三度卫冕成功，在该级别连续卫冕次数纪录中并列第一。